# Crottet
Crottet is een gemeente in het Franse departement Ain (regio Auvergne-Rhône-Alpes). De gemeente telde 1.844 inwoners op 1 januari 2022.

## Geografie
De oppervlakte van Crottet bedroeg op 1 januari 2022 12,12 vierkante kilometer; de bevolkingsdichtheid was toen 152,1 inwoners per km².
De onderstaande kaart toont de ligging van Crottet met de belangrijkste infrastructuur en aangrenzende gemeenten.

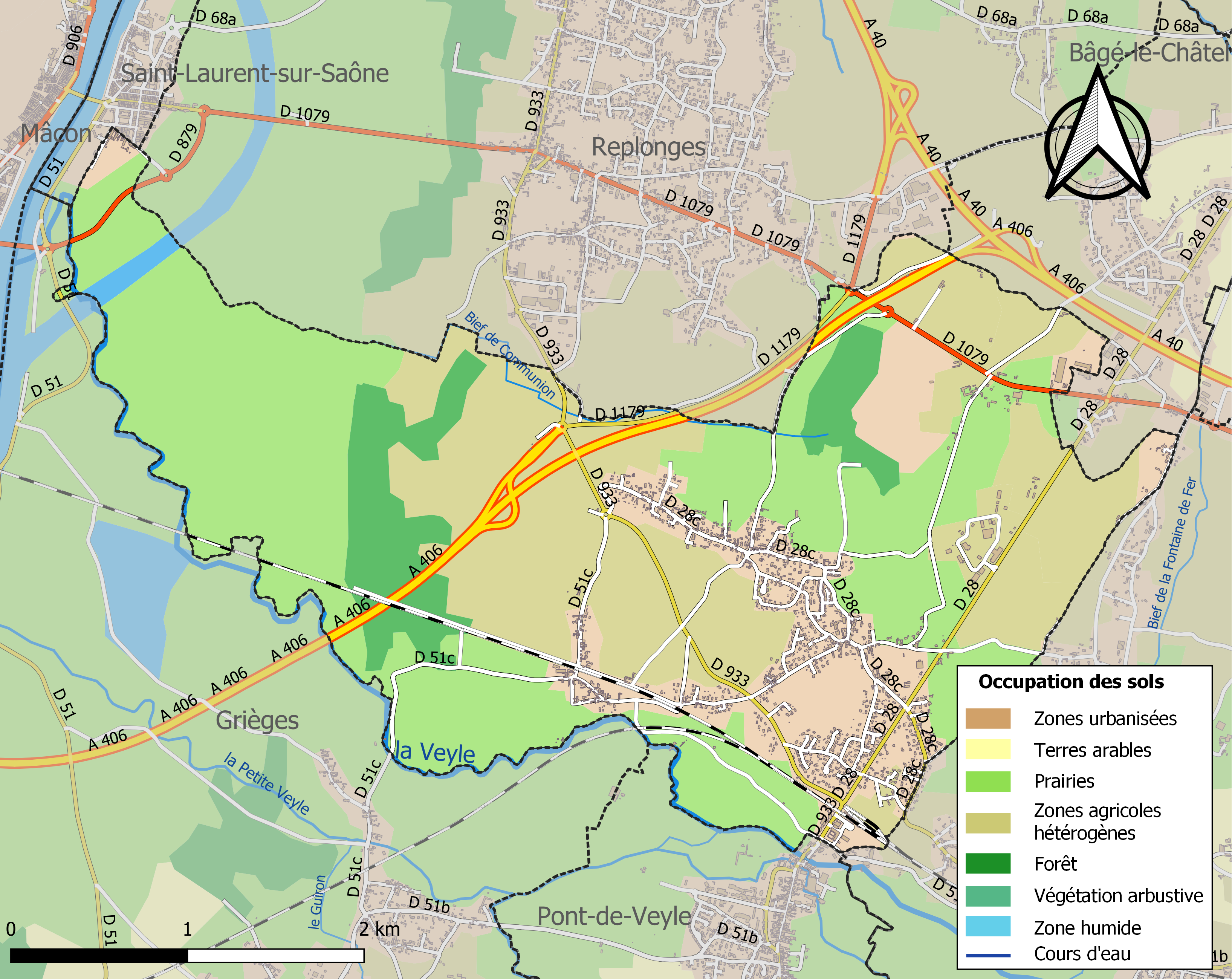

## Verkeer en vervoer
In de gemeente ligt spoorwegstation Pont-de-Veyle.

## Demografie
Onderstaande figuur toont het verloop van het inwoneraantal van Crottet vanaf 1962. De cijfers zijn afkomstig van het Frans bureau voor statistiek en bevatten geen dubbel getelde personen (volgens de gehanteerde definitie population sans doubles comptes).
Vanwege een beveiligingsprobleem met de MediaWiki Graph-software is het momenteel niet mogelijk deze grafiek weer te geven. Zodra de software is bijgewerkt zal de grafiek vanzelf weer zichtbaar worden.